# Eupseudosoma agramma
Eupseudosoma agramma là một loài bướm đêm thuộc phân họ Arctiinae, họ Erebidae.